# 杭州网
杭州网是中华人民共和国浙江省杭州市的一家新闻门户网站，由中共杭州市委宣传部、杭报集团和杭州广播电视集团共同组建的杭州网络传媒有限公司运营。以报道杭州新闻、服务杭州市民为主要功能。

## 历史
2000年10月1日，杭州日报社主办的媒体网站“点击杭州”（http://www.hznew.com.cn）正式开通。同年11月经国务院新闻办批准，更名为杭州网（http://www.hangzhou.com.cn），成为杭州新闻门户网站。

## 简介
杭州网汇集了今日视觉、时政新闻、城市新闻、社会新闻、经济新闻、旅游新闻、文体新闻、科教新闻、热点专题、网上直播、网友播报、多媒体新闻等广泛的杭州本地新闻信息，并提供最新的《杭州日报》、《都市快报》、《每日商报》等数字报纸供网友免费阅读。
杭州网演播厅能容纳50人，适合各类型网上直播。杭州网BBS论坛目前有70万注册用户。网络员工办公地点位于杭州市体育场路218号的杭州日报社。